# XBase
xBase é um padrão de banco de dados e linguagem de programação. Possui como extensão do nome dos seus arquivos o.DBF e também.DBT e índices.NDX,.NTX,.MDX,.CDX, etc.
As principais implementações da família xBase que utilizam este tipo de arquivo, sintaxe e semântica na linguagem de programação são:
Produtos cujo desenvolvimento permanece ativo:
- Harbour (alternativa de software livre, multiplataforma e com diversas IDEs)
- xHarbour (alternativa de software livre, multiplataforma, com opção de distribuição comercial e suporte profissional)
- Visual FlagShip;
- Visual dBase;
- xBase++;
- DBFree (alternativa de software livre para aplicações web);
- Recital;
- Lianja;
- xSharp.

Produtos históricos (desenvolvimento cessou oficialmente ou não tem atividade por alguns anos):
- dBase;
- Clipper;
- FoxPro;
- Joinner;
- Visual FoxPro;
- Cule.NET;
- Clip;
- VP-Info;
- Arago;
- Force;
- dbFast;
- dbXL;
- QuickSilver;
- DBIII Compiler;
- Visual Objects;
- Vulcan.NET;

Em 1980, grupos de desenvolvedores criaram um padrão para a linguagem dBase (IEEE 1192)[carece de fontes?]. Foi então que a linguagem passou a ser chamada de "xBase" para distinguí-la do produto da Ashton-Tate que detinha a marca registrada "dBase", empresa que originalmente lançou uma evolução do Vulcan de Wayne Ratliff, chamado de dBase II. Outras tentativas foram feitas nos anos 80 e 90 inclusive por iniciativa da Borland que havia adotado com a aquisição da Ashton-Tate como consta no comitê ANSI/X3J19[carece de fontes?].
Em 1989, a Microtrend Books o primeiro livros de referência cruzada do "xBase" (antes mesmo do termo ter sido cunhado), "The dBASE Language Handbook", por David M. Kalman, que cobria os dialetos Quicksilver, Clipper, dbxl, dBASE III, dBASE III Plus, dBASE IV, e FoxBase+. Em mais de 1000 páginas o livro cobria a execução de comandos e funções habilitando os desenvolvedores construir e manter aplicações portáveis entre os dialetos. Outros livros publicados posteriormente consolidaram o conceito do que seria o xBase.
Atualmente alguns dialetos xBase estão com seu desenvolvimento bastante ativo, introduzindo as mais modernas tecnologias na área de desenvolvimento de aplicações comerciais ou mesmo de uso geral. Embora o uso do formato DBF ainda seja muito forte, aos poucos SGDB relacionais baseados em SQL como MySQL, SQLite, PostgreSQL, Oracle, Firebird, entre outros estão assumindo a posição de gerenciadores de dados dos sistemas baseados em xBase. Muito usado é o SGBDR Sybase Advantage Database Server, que pode trabalhar com tabelas nos formatos DBF (acesso xBASE ou SQL) e em formato proprietário ADT (somente SQL).
Especificamente no Brasil, o dialeto de maior sucesso nos anos 80 e 90 foi o Clipper, sendo responsável pelos ganhos e empregos gerados pela maioria das empresas desenvolvedores de softwares do país. Ainda hoje é possível encontrar em muitas milhares de empresas, principalmente no comércio varejista, aplicativos funcionando com compilação em Clipper. Mais recentemente essas aplicações apesar de continuarem existindo estão sendo portadas para uma das implementações que permanecem ativas. Entre elas, destaca-se o Harbour, uma implementação que além de manter 100% de compatibilidade, até mesmo com o que não está documentado, é a que mais incorpora as novidades das tecnologias criadas neste século e que ao mesmo tempo é um software livre e funciona de forma nativa e suave em quase todas plataformas, seja como desktop, servidor de aplicação de rede ou web e até mesmo dispositivos móveis.